# Karstoft Sogn
Karstoft Sogn  er et sogn i Herning Søndre Provsti (Viborg Stift).
Karstoft Kirke blev i 1902 indviet som filialkirke til Skarrild Kirke, og Karstoft blev et kirkedistrikt i Skarrild Sogn, som hørte til Hammerum Herred i Ringkøbing Amt. Skarrild sognekommune inkl. kirkedistriktet blev ved kommunalreformen i 1970 indlemmet i Aaskov Kommune, der ved strukturreformen i 2007 indgik i i Herning Kommune.
Da kirkedistrikterne blev nedlagt 1. oktober 2010, blev Karstoft Kirkedistrikt udskilt som det selvstændige Karstoft Sogn.
I Karstoft Sogn ligger Karstoft Kirke.
Stednavne, se Skarrild Sogn.